# Танагра синьовуса
Тана́гра синьовуса (Tangara johannae) — вид горобцеподібних птахів родини саякових (Thraupidae). Мешкає в Колумбії і Еквадорі.

## Поширення і екологія
Синьовуси танагри мешкають на заході Колумбії та на північному заході Еквадору. Вони живуть в кронах вологих рівнинних тропічних лісів та на узліссях. Зустрічаються на висоті до 1000 м над рівнем моря, переважно на висоті до 800 м над рівнем моря. Живляться плодами і комахами.

## Збереження
МСОП класифікує стан збереження цього виду як близький до загрозливого. Синьовусим танаграм загрожує знищення природного середовища.